# Оганезов, Эдуард Тигранович
Эдуард Тигранович Оганезов (03.04.1919 — 04.08.1995) — проектировщик предприятий по добыче полезных ископаемых, лауреат Ленинской премии.
Родился в с. Лагодехи (Грузия). Член КПСС с октября 1942 г.
Окончил Тбилисский институт инженеров железнодорожного транспорта по специальности «постройка железных дорог и путевое хозяйство» (1941) и курсы лейтенантов при Военно-инженерной академии им. Куйбышева (ноябрь 1942-август 1944). Служил в РККА с июля 1941 по 1946 год, участвовал в обороне Москвы, воевал на Калининском, Северо-Западном и 1-м Украинском фронтах, заместитель командира сапёрного батальона. Награжден орденами Красной Звезды (28.01.1945), Отечественной войны II степени (06.08.1946), Отечественной войны I степени (06.04.1985), медалями «За оборону Москвы», «За победу над Германией в Великой Отечественной войне 1941—1945 гг.». В январе 1945 года тяжело ранен в левый глаз и эвакуирован в Харьковский госпиталь. После лечения направлен в распоряжение штаба инженерных войск Харьковского военного округа, где служил в должности инспектора по разминированию.
С мая 1946 по 1988 г. работал в проектном институте Гипроредмет, инженер в отделе генплана и транспорта, с декабря 1954 г. главный инженер проекта.
Принимал участие в проектировании строительства Навоийского ГМК — крупнейшего сырьевого комбината в Узбекистане, занимаясь решением технически сложных вопросов в условиях безводных пустынных районов; комплексного решения вопросов энерго- и водоснабжения, транспорта, городского строительства. В 1959 году, когда выбирали трассу будущей железной дороги через пустыню Кызылкум от станции Кермине до Учкудука, прошёл эти триста километров пути пешком.
Проектировал и обеспечивал авторский надзор при строительстве золотодобывающего и золотоизвлекающего предприятия Мурунтау.
Лауреат Ленинской премии (1980) — за создание крупномасштабного производства аффинированного золота с применением сорбционной технологии на базе бедных руд месторождения Мурунтау в Узбекистане.
Заслуженный строитель Узбекской ССР (1968). Награждён орденом Трудового Красного Знамени.